# دیوید ریکل
 دیوید ریکل (انگلیسی: David Rikl؛ زادهٔ ۲۷ فوریهٔ ۱۹۷۱) یک تنیس‌باز اهل جمهوری چک است.